# Blankets, manteau de neige
Blankets - manteau de neige (titre original : Blankets, signifiant "couvertures" en anglais) est un album de bande dessinée américain de Craig Thompson, publié en 2003 par Top Shelf Productions, traduite en français et publiée par Casterman dans la collection « Écritures » en 2004.

## Synopsis
Craig est né dans une famille modeste. Il vit avec ses parents et son petit frère dans une petite ferme au fin fond du Wisconsin, et reçoit une éducation stricte et très religieuse, car sa famille est baptiste et très pratiquante. C'est un enfant sensible, qui n'est pas armé pour les brimades subies à l'école, l'autorité rugueuse de son père et la culpabilité entretenue par l'omniprésence de la religion au foyer. Il se réfugie dans le dessin, activité dérisoire pour ses éducateurs qui préfèreraient le voir penser à un avenir religieux. Mais lors d'une classe de neige paroissiale, la rencontre de son premier amour Raina, jeune fille à l'histoire tout aussi chargée, va marquer sa vie.

## Analyse
Blankets est un récit autobiographique, qui couvre pour la plus grande partie l'adolescence de l'auteur. On y trouve cependant une série de flashbacks sur son enfance.
Si Blankets est avant tout une histoire d'amour d'adolescents, Thompson y dresse aussi un portrait de l'Amérique profonde et du poids de la famille et de la religion,,.
Les couvertures qui ont recouvert Craig Thomson au fil de sa vie semblent dans ce roman graphique à la fois réelles et symboliques, et cette introspection semble parfois complexe, voire douloureuse, et parfois plus libératrice pour l'auteur.

## Accueil critique

### En France
Ce roman graphique a reçu globalement d'excellentes critiques :
- D'après L'Humanité[4], « Craig Thompson [...] réussit une œuvre littéraire remarquable ».

- 4,13 sur 5 chez Babelio[5]
- 4 sur 5 chez BD Gest'[1]
- 7,7 sur 10 chez SensCritique[6]

## Prix
- 2004 : 
  -  Prix Eisner du meilleur album et du meilleur auteur réaliste
  -  Prix Harvey du meilleur dessinateur, du meilleur auteur et du meilleur album
  -  Prix Ignatz du meilleur roman graphique ou recueil
- 2005 : 
  -  Prix de la critique de l'ACBD[7]
  -  Prix Peng ! de la meilleure bande dessinée
  -  Prix Micheluzzi de la meilleure bande dessinée